# Tonyville
Tonyville statisztikai település az USA Kalifornia államában, Tulare megyében. Lakosainak száma 329 fő (2020. április 1.).

## Népesség
A település népességének változása:

| 2010 | 316 |
| 2020 | 329 |